# کاراسیوس
کاراسیوس (نام علمی: Carassius) نام یک سرده از تیره کپورماهیان است.بزرگ‌ترین گونه این سرده کاراس نام دارد.مشهورترین گونه این سرده ماهی قرمز است.

## گونه‌ها
- ماهی قرمز
- کاراس
- کپور کروسی ژاپنی
- کپور پروسی
- کاراسیوس لانگسدورفی